# Paavo Korhonen
Paavo (Paul) Korhonen, född 1 april 1775 i Rautalampi socken, Kuopio län, död där 1 oktober 1840, var en finländsk folkskald. 

## Biografi
Korhonen bodde på det av hans far upptagna Vihtajärvi nybyggeshemman i Rautalampi, till följd att han, sedan han blivit känd genom sina sånger, allmänt kallades "Vihtapaavo". Han sysselsatte sig huvudsakligen med fiske och jakt, i synnerhet rävfångst. Härunder diktade han sina bästa sånger, vilka han skrev ned nattetid. Likväl deltog han ofta i bygdens gillen, där han improviserade nya runor och visor. Han avled på en enslig båtfärd ej långt från hemmet.
Korhonen använde i sina sånger såväl den nyare folkvisans rimmade versslag som den äldre runometern, men hans rimmade visor är både färre än och underlägsna hans runor. Hans skrivsätt är i likhet med folkvisans enkelt och flärdlöst samt här och där försett med kärnfulla uttryck, gamla ordspråk och enkla liknelser. I ersättning för bristande poetisk inspiration och känsloflöde finns i hans dikter ett klart, praktiskt förstånd, som tilltalar genom ett naturligt och folkligt åskådningssätt. Hans svagaste sida som diktare var den metriska. 
Redaktionen av Korhonens dikter ombesörjdes av Elias Lönnrot, som 1848 publicerade Paavo Korhonens 50 sånger och 6 visor. Han var den mest populäre finske folkskalden på 1800-talet. Ännu långt efter hans död levde ett stort antal av hans runor och visor vidare på folkets läppar vida omkring i norra Savolax, norra Tavastland och Karelen.